# Artificiell knapphet
Artificiell knapphet (även konstgjord knapphet) är en modell för att höja värdet på produkter genom att begränsa utbudet, trots att utbudet skulle kunna vara oändligt eller åtminstone betydligt större. De vanligaste orsakerna är monopolprisstrukturer, till exempel de som möjliggörs av lagar som begränsar konkurrensen, eller av höga fasta kostnader på en viss marknadsplats. Ineffektiviteten i samband med artificiell knapphet är formellt känd som en dödviktsförlust. Upphovsrätt är också en metod för att skapa artificiell knapphet, genom att begränsa ett utbud i syfte att låta skyddet av kreatörernas verk styra tillgängligheten av en vara.

## Bakgrund

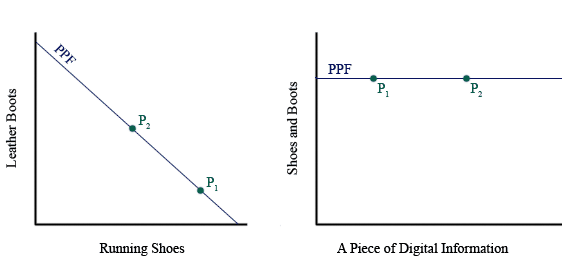
En gräns mellan produktion och möjligheter som visar kompromisser.

I ett kapitalistiskt system bedöms ett företag vara framgångsrikt och effektivt om det är lönsamt. För att uppnå maximal vinst kan producenterna begränsa produktionen, snarare än att säkerställa maximalt utnyttjande av resurserna. Denna strategi att begränsa företagens produktion för att få vinster i ett kapitalistiskt system eller en blandekonomi är känd för att skapa artificiell knapphet.
Artificiell knapphet beskriver i huvudsak situationer där producenter eller ägare av en vara begränsar dess tillgänglighet till andra, utöver vad som är absolut nödvändigt. Idéer och information är utmärkta exempel på onödigt knappa produkter med tanke på artificiell knapphet. Även om idéer kan delas med mindre begränsningar än fysiska varor, behandlas de ofta som unika och knappa uppfinningar eller kreativa verk. De tilldelas därmed skydd som immateriella egenskaper, för att göra det möjligt för upphovsmännen att potentiellt dra nytta av sitt eget arbete.

## Ekonomiska åtgärder som skapar artificiell knapphet
- Karteller, monopol och/eller rentierkapitalism
- Konkurrensreglering, där rättslig osäkerhet och politisk tvetydighet avskräcker från investeringar.
- Upphovsrätt, när det används för att inte tillåta kopiering eller inte tillåta åtkomst till källor. Proprietär programvara är ett sådant exempel. Copyleft-programvara är ett motexempel där copyleft-förespråkare använder upphovsrättslicenser för att garantera rätten att kopiera, komma åt, visa och ändra källkoden och låta andra göra detsamma mot derivat av den koden.[3]
- Patent
- Lag om anpassning av jordbruket
- Hamstring, inklusive kurvtagning på marknaden
- Avsiktlig förstörelse[4][5]
- Betalväggar[6]
- Torrentförgiftning,som förgiftning av bittorrent-filer med halvt trasiga kopior av musik och videor, för att driva upp priserna då de istället strömmas från platser författaren har affärer med
- Icke-fungerande tokens

## Argument för och emot

### För
Artificiell knapphet sägs vara nödvändig för att främja utvecklingen av varor eller förhindra resursutarmning. I exemplet med digital information kan det vara fritt att kopiera information i all oändlighet, men det krävs en betydande investering för att första vändan utveckla informationen.
I läkemedelsbranschens exempel är produktionen av läkemedel ganska billig att utföra i stor skala, men nya läkemedel kan ha höga priser. Detta beror på att den initiala investeringen för att utveckla ett läkemedel i allmänhet är i storleksordningen miljarder dollar. Vanligtvis har läkemedelsföretag vinstmarginaler som är mycket högre än denna initiala investering, men den höga utdelningen lockar också många företag att konkurrera, något som ökar takten i läkemedelsutvecklingen. 
Kännetecknande för många ekonomier är också tidsgränsen för patenträttigheter. Efter ett visst antal år med en konstgjord brist försvinner patentet, och billiga generiska versioner av en produkt kommer in på marknaden. Således får läkemedelsutvecklaren fram till dess avkastning på investeringen, och andra företag konkurrerar därefter med lägre priser.

### Mot

#### Kritik mot copyright
Motståndet mot upphovsrätt är ofta en del av de politiska plattformar som förespråkar bredare sociala reformer. Till exempel förespråkar Lawrence Lessig, en talare för frikulturrörelsen, att upphovsrättslagen bör luckras upp som ett sätt att göra det enklare att dela information eller ta itu med frågan om anonyma verk. Piratpartiet har förespråkat att begränsa upphovsrätten till femåriga mandatperioder.

#### Liberal och libertariansk
Vissa klassiska liberaler och libertarianer motsätter sig artificiell knapphet. Motiveringen är att immateriella varor och materiella former av privat egendom inte följer samma logik, och att de flesta fall av konstgjord knapphet är skapelser av staten som begränsar individens rättigheter.

#### Socialistisk
Socialliberaler, socialister och anarkister hävdar att artificiell knapphet är fördelaktigt för ägaren men ogynnsamt för konsumenten. De menar att det är möjligt för ägaren att kapitalisera på idéer och produkter som annars inte är egendom i fysisk mening.
Vissa socialister hävdar att inte bara artificiell knapphet utan även doktrinen om knapphet i sig är en skapelse av det kapitalistiska systemet. De ser all form av egendom som en börda för den nomadiska livsstil som civilisationen befann sig i under jägar-samlarstadiet.